# Leonardo Cremonini
Pour les articles homonymes, voir Cremonini.
Leonardo Cremonini, né le 26 novembre 1925 à Bologne et mort le 12 avril 2010 à Paris 16e, est un peintre italien.

## Biographie

### Jeunesse
Leonardo Cremonini naît à Bologne en 1925. Son père, cheminot, commence à peindre dès son adolescence et transmet sa passion à son fils.
En 1936, lorsque son père est muté à Paola en Calabre, Leonardo Cremonini a l'occasion déterminante de connaître l'Italie du sud, encore profondément rurale, et la lumière méditerranéenne à qui il restera lié pour toujours et qu'il étudie inlassablement dans ses peintures. Grâce à une bourse d'études du collège Venturoli obtenue en 1941, il fréquente pendant quatre années l'Académie des beaux-arts de Bologne, où ses maîtres sont Alfredo Protti, Guglielmo Pizzirani, Farpi Vignoli et Luciano Minguzzi. Avec Guglielmo Pizzirani, il se lie d'une profonde amitié, partagée avec son ami peintre Dino Boschi.
En 1945, à la fin de la Seconde Guerre mondiale, toujours avec la même bourse d'études, Cremonini décide d'aller à Milan pour fréquenter l'Académie de Brera et connaître l'environnement culturel de la métropole du Nord de l'Italie. Pendant ces années, il effectue de longs séjours de travail sur l'île Comacina sur le lac de Côme. Au cours de l'année 1945, il a noué des amitiés et des complicités de toute une vie.
En 1950, il vit et travaille à Venise où il fréquente Virgilio Guidi, Peggy Guggenheim (qui lui propose un petit studio dans la cité des Doges) et Giuseppe Marchiori. Sa peinture traverse alors une nouvelle phase stylistique qui s'écarte des solutions académiques. La première rupture avec une figuration traditionnelle intervient en 1948 avec les vues sur le lac et les paysages de Malles Venosta, pays de l'ami Plattner.

### Entre Paris et l'Italie
En 1951, il se rend à Paris avec une bourse d'études de l'État français grâce au soutien d'importantes personnalités de la culture italienne, entre autres, Elio Vittorini et Mario Sironi. Ce dernier, dans une lettre recommandée adressée au jury, écrit : « Les efforts du passé n'ont pas été dispersés. Ce jeune pousse son aspiration jusqu'à un niveau élevé, complexe, prudent, qui quelquefois rend ardus les problèmes, il ne manquera pas de porter à l'avenir, comme cela a déjà été le cas, des fruits précieux. »
Il stabilisera sa résidence principale en France, alternant avec de longs séjours de travail à Forio d'Ischia, dès la fin de l'année 1955. En 1956, il effectue un séjour de travail à Douarnenez en Bretagne, où il fait la connaissance de son futur ami Georges Perros. En 1958 et 1959, il séjourne deux années entières à Panarea, une des Îles Éoliennes, au large de la Sicile, où il fera acheter une maison à son ami Roberto Matta.
En 1963, de son union avec Giovanna Madonia, linguiste, naît son fils Pietro Cremonini, aujourd'hui architecte à Paris. À partir de 1974, il partage sa vie avec son épouse Roberta Crocioni, également artiste-peintre.
De 1952 à 1960, Cremonini expose quasi exclusivement à New York, sans y résider, où sa galeriste est Catherine Viviano. Pendant ces années, les artistes et les écrivains qui sont devenus ses amis sont : Gino Severini, Luigi Corbellini, Jacques Brosse, Philippe Lejeune, Pierre Emmanuel, Leonor Fini, Kot Jelenski, Francis Bacon, William Rubin, Balthus, Sebastian Matta, Paul Delvaux, Giancarlo Menotti, Ivos Margoni, Stanislao Lepri, Alberto Moravia, Dacia Maraini, Jean Dewasne, Michel Butor, Pavel Tchelitchev, Fabrizio Clerici, Stephen Spender, Henri Cartier-Bresson.
À partir de 1960, ses œuvres sont plus visibles en Europe, où plusieurs expositions se succèdent. Il continue à vivre à Paris et alterne des séjours de travail à Bertinoro, sur l'île de Procida près de Naples, à Bagheria en Sicile, à Sanlucar de Barrameda en Andalousie, à Trouville en Normandie ou sur les cols florentins. Il expose surtout à Paris, en particulier dans la galerie du Dragon. Au fil des années, les expositions rétrospectives les plus importantes de son travail ont eu lieu dans les musées de Bâle, Bruxelles, Metz, Paris, Prague, Bologne, Darmstadt, Strasbourg, Tokyo, Sienne, Spolète, Grenoble, Aoste, Monte-Carlo, Toulon, Milan et Athènes.
En 1964, l'artiste expose dans une salle personnelle à la Biennale de Venise. En 1965, il reçoit le prix de la Biennale de Saint Marin. Il participe également cette année à la neuvième Quadriennale nationale d'art de Rome. En 1979, il reçoit le prix du président de la République Italienne à l'Académie nationale de San Luca. Cette même année a lieu sa première exposition à la galerie Claude Bernard de Paris, avec qui il collabore jusqu'en 2006 et qui l'exposera plusieurs fois à la FIAC.

### Des années 1980 à la mort
De 1983 à 1992, Leonardo Cremonini est chef d'atelier de peinture à l'École nationale supérieure des beaux-arts de Paris. En 1985, il est choisi pour réaliser le drappellone, l'étendard remis au vainqueur du Palio de Sienne du mois d'août. Dans les années 1980, sa peinture évolue et, bien que conservant les mêmes sujets, son style s'essentialise et ses compositions se simplifient. Cremonini obtient plusieurs distinctions : il est fait commandeur des Arts et des Lettres en France, et membre de l'Académie royale des sciences, des lettres et des beaux-arts de Belgique, de l'Académie nationale de San Luca à Rome, de l'Académie des beaux-arts à l'Institut de France, de l'Académie des arts du dessin à Florence. En 2005 et 2006, il est président de l'Académie de San Luca.
En 2008, il présente à SALe à Legnano la production inédite de ses années académiques à Milan dans les années 1940, à l'occasion d'une grande exposition dont les commissaires sont Flavio Arensi et Alberto Buffetti.
En 2009, l'Association  Alberto Buffetti produit l'ouvrage Cremonini. Dessins et aquarelles 1946-1996 édité par Allemandi et C. editore, qui pour la première fois rassemble la vaste production graphique du maître de Bologne.
En 2010, à Athènes, ils réalisent une exposition à l'Institut italien de la Culture et une monographie du peintre au Centre culturel athénien et à l'Institut de culture italien à Athènes, dont le commissaire est Adriano Baccilieri.
Leonardo Cremonini est mort le 12 avril 2010 à Paris, où il résidait depuis de longues années avec son épouse, Roberta Crocioni.
Après sa mort, les musées de Hydra en Grèce et la Fondation William Louis-Dreyfus à Fairfield aux États-Unis lui consacrent deux expositions monographiques reparcourant sa longue carrière. À partir de 2017, la Galerie T&L (Paris) commence à représenter son travail. En 2021, le Museo d'arte moderna e contemporanea di Trento e Rovereto en Italie confronte son œuvre à celle de son ami Karl Plattner lors d'une exposition. En 2024, l'école des Beaux-Arts de Paris publie le catalogue raisonné de ses gravures, à l'occasion d'une exposition à l'Institut de France tandis que le Centre Pompidou acquiert l'un de ses principaux tableaux des années 1960, le diptyque Les écrans du soleil (1967-1968).

## Œuvre
Dans les années 1940, il peint des scènes de la vie quotidienne dans un style figuratif académique. Sa manière évolue vers des recherches résolument modernes et une figuration plus stylisée dans les années 1950, avec des formes géométrisées et des sujets à la force expressive éloquente, tels que des concrétions rocheuses, des plantes en croissance, des carcasses d'animaux.
À partir des années 1960, il peint principalement des scènes balnéaires et des atmosphères d'intérieur qui évoquent souvent les vacances, la mer, le farniente mais aussi la vie de couple, le désir et la fin de l'amour. Techniquement, ses peintures ont des couleurs vives, des formes stylisées et élégantes mais non dénuées de matière : Cremonini travaille notamment à partir de coulures de peintures verticales, qui s'intègrent dans les aplats géométriques qui cadrent ses scènes.
Sa peinture, en particulier à partir des années 1960, est souvent empreinte d'une atmosphère métaphysique et mélancolique et a été interprétée en clé psychanalytique et philosophique par de nombreux penseurs, notamment Umberto Eco, Louis Althusser, Alberto Moravia, Italo Calvino, Dino Buzzati, Michel Butor, Régis Debray et Bernard-Henri Lévy.

## Collections publiques
Les œuvres de Leonardo Cremonini se trouvent dans plusieurs musées à travers le monde dont :
- Alger, musée national des beaux-arts
- Bologne, Musée d'art moderne
- Caen, musée des beaux-arts
- Détroit, Institute of Arts
- Florence, galerie des Offices
- Grenoble, musée de Grenoble
- Jérusalem, musée d'Israël
- Lille, musée d’art moderne
- Marseille, musée Cantini
- Marseille, Fonds régional d'art contemporain Sud
- Milan, Galerie d'art moderne
- New York, Brooklyn Museum
- New York, Fondation William Louis-Dreyfus
- New York, Museum of Modern Art
- New York, Rockefeller Center
- Ottawa, Musée des beaux-arts du Canada
- Paris, Fonds national d'art contemporain
- Paris, musée d'art moderne de la Ville de Paris
- Paris, musée national d'art moderne
- Paris, musée de l'histoire de l'immigration
- Paris, École nationale supérieure des beaux-arts
- Pittsburgh, The Carnegie Museum
- Princeton, musée d'art de l'université de Princeton
- Strasbourg, musée d’art moderne et contemporain
- Washington, Hirshhorn Museum

## Élèves
- Gaïde Jegou, à l'École des beaux-arts de Paris.
- Didier Paquignon, à l'École des beaux-arts de Paris.
- Emmelen Landon
- Suzanne Hay
- Olivier de Mazières

## Décorations
- Commandeur de l'ordre des Arts et des Lettres Il est fait commandeur lors de la promotion du 19 février 1993[4].